# الدوري التشيكوسلوفاكي 1975–76
الدوري التشيكوسلوفاكي 1975–76 هو الموسم 69 من الدوري التشيكوسلوفاكي ‏. أشرف على تنظيمه اتحاد جمهورية التشيك لكرة القدم، وكان عدد الأندية المشاركة فيه 16، وفاز فيه بانيك أوسترافا.